# Makaronské kresby
Makaronské kresby jsou nejstarším dokladem malířství na světě. Pochází z frankokantaberského okruhu (jeskyně Altamira, Pindal, Lascaux, Les Trois Frères). Jedná se o otisky rukou, či obrazy zvířat využívající přirozený reliéf povrchu skal. Makaronské kresby tvoří nejstarší malířské umění, které lze datovat do mladšího paleolitu, tedy 50 000-30 000 let př. n. l. Následuje období lineárních kreseb.